# マニック・エデン
マニック・エデン（Manic Eden）は、ホワイトスネイクとリトル・シーザーの元メンバーで構成された、短命のハードロック・バンドである。

## 略歴
デイヴィッド・カヴァデールが1990年代初頭にホワイトスネイクの活動を無期限休止すると決定したことにより、元ホワイトスネイクのメンバーであったエイドリアン・ヴァンデンバーグ、ルディ・サーゾ、トミー・アルドリッジは、一緒に新バンドを結成する道を選んだ。ハウス・オブ・ローズのリード・ボーカリストであったジェームス・クリスチャンが、新しいバンドの締めくくりとして採用された。しかし、クリスチャンはしばらくして解雇され、元リトル・シーザーのボーカリストのロン・ヤングに交代した。クリスチャンがバンドにいた間は、何もレコーディングされなかった。
バンドは1994年3月24日に、1枚のセルフタイトルのアルバムをリリースした。

## メンバー
- エイドリアン・ヴァンデンバーグ (Adrian Vandenberg) - ギター、キーボード (1993年–1994年)
- ルディ・サーゾ (Rudy Sarzo) - ベース (1993年–1994年)
- トミー・アルドリッジ (Tommy Aldridge) - ドラム、パーカッション (1993年–1994年)
- ジェームス・クリスチャン (James Christian) - リード・ボーカル (1993年)
- ロン・ヤング (Ron Young) - リード・ボーカル (1993–1994年)

## ディスコグラフィ

### アルバム
- 『マニック・エデン』 - Manic Eden (1994年、ビクター)